# 梅氏劍尾魚
梅氏劍尾魚，為輻鰭魚綱鯉齒目鯉齒亞目花鳉科的其中一種，分布於中美洲瓜地馬拉及宏都拉斯的淡水流域，體長可達7.8公分，棲息在沙石底質、植被生長的溪流，屬肉食性，生活習性不明。

## 擴展閱讀
維基物種上的相關：梅氏劍尾魚